# بكر آجيكالين
بكر آجیکالین (بالتركية: Peker Açıkalın)‏ (ولد في نوفمبر 1963 في إسطنبول) مُمَثل تركي كوميدي شهير.

## حياته
نمى في بيت مُكون من والدين وثلاث أطفال وأراد منه والده أن يَعمل في شركة العائلة ولَكِنَهُ رَفَضَ وأصر إن يُحقق حُلمَهُ في أن يكون مُمَثلاً وكان أول ظهور له في التلفاز بمسلسل ‘’Kim Bunlar?’’ على قناة TRT 1 وكسب شهرة واسعة لدوره في المسلسل الكوميدي Taksi.
تزوج في عام 1987 المُمثلة التركية Nilüfer Açıkalın وكان قبل ذلك مُلحداً فاعتنق الإسلام على يَد أحد الدعاة.

## أعماله
- Bir Daha Umut (1986)
- Cümbüş Sokak (1993)
- Gülşen Abi (1994)
- Çiçek Taksi (1995)
- Kara Kentin Çocukları (1999)
- Zart-1 TV (2000)
- Ekmek Teknesi (2002)
- Kolay Para (2002)
- Ev Hali (2002)
- Hababam Sınıfı: Merhab (2003)
- Hababam Sınıfı Askerde (2004)
- Hababam Sınıfı 3,5 (2005)
- Maskeli Beşler: İntikam Peşinde (2005)
- Şimdi Mahkum (2005)
- Maskeli Beşler: Irak (2006)
- Amerikalılar Karadeniz'de 2 (2006)
- 'Red Kit: Batıya Hücum (2007)
- Avrupa Yakası (2006–2007)
- Destere (2008)
- Mert İle Gert (2008)
- Maskeli Beşler: Kıbrıs (2008)
- Türkler Çıldırmış Olmalı - Afrika (2009)
- Bana Bunlarla Gel (2010)

## روابط خارجية
- بكر آجيكالين على موقع IMDb (الإنجليزية)
- بكر آجيكالين على موقع ألو سيني (الفرنسية)
- بكر آجيكالين على موقع قاعدة بيانات الفيلم (الإنجليزية)
- بكر آجيكالين على موقع كينوبويسك (الروسية)